# 임화세
임화세(任華世)는 조선 후기의 문신이다. 자는 실혜(實兮), 호는 시옹(是翁), 본관은 풍천(豊川)이다. 조부는 임적(任勣), 조모는 쌍봉 정극후(鄭克後)의 딸이다. 진사 임인중(任仁重)의 아들이다.

## 생애
숙종 25년 식년문과에 병과로 급제하였다. 여러 문한직을 거쳐 벼슬이 예조정랑에 이르렀다. 그는 풍의(風儀)가 준엄하고 지조가 굳어 권세가의 출입이 없었다고 하며, 시문에 능하고 필법에 조예가 있었다고 한다. 저서로는 시옹집이 있다. 권두에 서문은 사간원정언 남경희(南景羲)가 썼다.

## 가족
- 고조(高祖)
  - 임사유(任四維)
- 증조(曾祖)
  - 임이현(任以賢)
- 조부(祖父)
  - 임적(任勣)
- 선고(先考)
  - 진사(進士) 임인중(任仁重)
- 외손(外孫)
  - 대사헌(大司憲) 이정규(李鼎揆)

## 참고 문헌
- 여주이씨족보(驪州李氏族譜), 풍천임씨족보(豊川任氏族譜), 국조인물고(國朝人物考), 연려실기술(燃藜室記述), 경주읍지(慶州邑誌).